# Буф
Буф (грч. Ακρίτας, Акритас, у преводу граничар) је насеље у Грчкој у општини Лерин, периферија Западна Македонија. Према попису из 2021. било је 86 становника.

## Географија
Село се налази на источним падинама Баба планине, на надморској висини од 1.030 метара. Удаљено је 17 километара северозападно од Лерина. Лежи у котлини коју формирају Баба планина и Битла. Поред села тече Стара река, која настаје спајањем три малих речица које извиру у суседним планинама.

## Историја
Буф је старо село, и према предању насеље су подигли лажичари (мајстори који су правили дрвене кашике), тако да и данас у непосредној близини села постоји место које се зове Лажичари. Код локалитета Градиште, у близини села, постоје рушевине некадашњег утврђења. У прошлости локално становништво је било познато по својој храбрости у борби против турског ропства, па су им се често обраћали за помоћ становници околних села када би били нападнути од стране разбојничких банди.
Према Стефану Верковићу, у селу је 1889. године било 104 словенских породица и 521 становник. У Етнографији вилајета Адријанопољ, Монастир и Салоника, штампаној у Цариграду 1878, која се односи на мушко становништво 1873. године, Буф има 40 домаћинства и 115 житеља Словена. Према Василу Канчову, у Буфу је 1900. године живело 1.900 Словена хришћана. Према подацима секретара Бугарске егзархије, Димитра Мишева, у селу је 1905. године било 1.400 Словена егзархиста и радила је егзархијска школа. На попису из 1913. године село је имало 2.228 житеља, 1920. године 1.709, 1928. године 1.760 а 1940. године 1.989 житеља. Између два светска рата број становника се смањио због исељавања у прекоокеанске земље као и у Битољ, где се у том периоду населило 60 породица. 
Село је доста настрадало за време Грађанског рата, када је у Југославију (првенствено СР Македонију) избегло 189 породица са 686 чланова, и око 96 породица са 140 чланова у источноевропске земље. У Грађанском рату је из Буфа учествовало више од 250 бораца као припадници Демократске армије Грчке, од којих је страдало више од 120. После тога, због великог притиска и терора грчких власти, почео је нови талас исељавања у прекоокеанске земље, што је проузроковало постепени пад броја становника у насељу.

### Пописи
| Година       | 1940  | 1951 | 1961 | 1971 | 1981 | 1991 | 2001 | 2011 |
| ------------ | ----- | ---- | ---- | ---- | ---- | ---- | ---- | ---- |
| Становништво | 1.989 | 766  | 723  | 281  | 190  | 152  | 134  | 100  |

## Привреда
Село је познато по производњи велике количине кромпира, а због пространих пашњака је развијено и сточарство.

## Познате личности
- Спасоје Хаџи Поповић, српски новинар, просветни и национални радник